# Flogging a Dead Horse
Flogging a Dead Horse est une compilation des Sex Pistols sortie en 1980 sur Virgin Records.

## Vue d'ensemble
L'expression flogging a dead horse signifie littéralement fouetter un cheval mort, soit faire les choses en vain.

## Pistes
1. Anarchy in the U.K. (Cook/Jones/Matlock/Rotten) – 3:33
2. I Wanna Be Me (Cook/Jones/Matlock/Rotten) – 3:06
3. God Save the Queen (Cook/Jones//Matlock/Rotten) – 3:21
4. Did You No Wrong (Cook/Jones/Matlock/Rotten/Nightingale) – 3:14
5. Pretty Vacant (Cook/Jones/Matlock/Rotten) – 3:18
6. No Fun (The Stooges) – 6:26
7. Holidays in the Sun (Cook/Jones/Matlock/Rotten) – 3:21
8. No One Is Innocent (Cook/Jones/Biggs) – 3:03
9. My Way (Anka/Francois/Revaux) – 4:05
10. Something Else (Cochran/Sheeley) – 2:12
11. Silly Thing (Cook/Jones) – 2:53
12. C'mon Everybody (Capehart/Cochran) – 1:57
13. (I'm Not Your) Steppin' Stone (Boyce/Hart) – 3:09
14. Great Rock 'N' Roll Swindle (Cook/Jones/Temple) – 4:24

## Anecdote
Le nom de l'album inspira la chanson Flossing a Dead Horse au groupe de punk rock NOFX sur leur album So Long and Thanks for All the Shoes.